# Leuctra gallaeca
Leuctra gallaeca is een steenvlieg uit de familie naaldsteenvliegen (Leuctridae). De wetenschappelijke naam van de soort is voor het eerst geldig gepubliceerd in 1989 door Membiela Iglesia.